# Gerrit Schotte
Gerrit Schotte (nacido el 9 de septiembre de 1974) es un empresario y político de la isla caribeña de Curazao, primer ministro de esa isla y líder actual del partido político Movimiento Futuro Curazao (en papiamento: Movementu Futuro Kòrsou) conocido también por sus siglas como MFK. En las elecciones generales de Curazao del 27 de agosto de 2010, el MFK se convirtió en el segundo partido más grande con 5 asientos en el consejo insular de Curazao. El MFK formó el primer gobierno de la isla junto con el partido Pueblo Soberano y el Partido MAN el 4 de septiembre. Esta coalición se convirtió en el primer gabinete de Curazao tras la disolución de las Antillas Neerlandesas el 10 de octubre de 2010. Schotte asumió su cargo ese mismo día en un acto en el que participaron los príncipes herederos de la corona neerlandesa.

## Resumen de Récords Políticos
En las elecciones del 2007, Gerrit Francisco Schotte estableció un nuevo récord político en Curaçao (existente desde 1977) al presentarse como candidato a unas elecciones por primera vez y salir elegido como miembro del Parlamento con una mayoría de votos populares. Al obtener 2,370 votos, también se convirtió en la primera persona en ganar votos preferenciales sin ser líder en una lista electoral. Además, al ser elegido se convirtió en uno de los parlamentarios más jóvenes con apenas treinta y dos años.
En las elecciones Parlamentarias del 22 de enero de 2010, Gerrit Schotte volvió a lograr una cifra récord al obtener 9,313 votos. Se presentó como el candidato número 5 en la lista de candidatos del partido Lista di Kambio – una unión compuesta de los partidos MAN, Niun Paso Atrás (NPA) y Forsa Kòrsou (FK). Disputando las segundas elecciones en su vida, logró el mayor número de votos en la historia del país sin ser el líder de una lista electoral. Además, logró convertirse en el tercer candidato más votado en las elecciones del último Parlamento de las Antillas Neerlandesas.
Apenas unas semanas antes de las elecciones del primer Parlamento del país Curaçao del 27 de agosto de 2010, Gerrit Schotte fundó Movementu Futuro Kòrsou (MFK) . Fue el 9 de julio de 2010 cuando creó MFK para respirar e inspirar vida nueva para el futuro del ruedo político en la isla con el objetivo de desarrollo con la gente, para la gente, y por la gente con un Curaçao saludable y seguro. A pesar del periodo breve antes de las elecciones, MFK sorprendentemente logró ocupar 5 de los 21 asientos del futuro Parlamento de Curaçao. Actualmente, Gerrit Schotte es el primer ministro del Consejo de Ministros compuesto por 9 miembros.
Gerrit Schotte es la quinta persona más joven en la historia contemporánea en asumir el cargo de primer ministro y, con 36 años, es actualmente el primer ministro más joven del mundo.

## Infancia
Gerrit Francisco Schotte nació el 9 de septiembre de 1974 de la unión de Hendrik Schotte, un dedicado profesor, y María Ruiz (originaria de Colombia), ama de casa, en la isla de Curaçao. El nombre de familia Schotte aparece en los Países Bajos, en Bélgica y en Alemania. Gerrit proviene de la rama neerlandesa por su abuelo paternal y por la rama Colombiana por la familia materna.
Sus profesores en los colegios Johan Van Walbeeck y Peter Stuyvesant College apoyaron el estricto pero cariñosa educación que recibía en casa. En concordancia a su nombre manifestaba una energía fuerte desde niño. Guiado por esa rebosante energía, recibió, impresionantemente, en poco tiempo, la insignia the Lobo (Wolf) como Niño Explorador en el primero grupo de los Boy Scouts. Entre las edades de cinco y once, demostró esa abrumadora energía en el equipo de natación Bulado bajo el liderazgo del entrenador técnico Siegfried Djaoen y el entrenador mental y padre Hendrik Schotte. Fue premiado con varias medallas en la isla de Curaçao, y también en Aruba, Puerto Rico, y las Islas Vírgenes. A corta edad descubrió la importancia del trabajo en equipo y de constantemente superarse a uno mismo.

## Empresario
Más adelante demostró la dinámica de superación y de alcanzar metas como empresario cuando fundó The Shoppers (1995-2000): una oficina de compras de todo tipo de productos. Posteriormente, fundó y dirigió Bad Boyz Toyz N.V., la Organización de Paintball de Curaçao, y fue miembro de la Liga Nacional de Paintball Profesional (1997-1999). En 1998, Gerrit organizó una competición internacional de paintball en el estadio Johnny Vrutaal que fue dedicada en memoria del exmiembro Edward Plaate. Aparte de los diferentes equipos en Curaçao, equipos de Aruba, Venezuela, varios estados de los Estados Unidos y Puerto Rico también participaron en esta competición. Los principales medios de comunicación en la isla dieron una cobertura completa del evento y también apareció en revistas de deporte internacional.
A continuación, Gerrit Schotte, estableció y dirigió Food4U Delivery Service (2000-2002), una empresa de prestación de servicios alimentarios. El dueño del Hotel Lido Resort & Casino N.V. reconoció su energía y motivación, y le nombró Gerente General del hotel desde el 2001 al 2005.
En el año 2005, exitosamente dirigió las relaciones públicas del área del Caribe para la conferencia ejecutiva de negocios de Planet Lebanon. Sheikh Saad El Hariri demostró total reconocimiento por la preparación y coordinación de Gerrit antes y durante la conferencia entre los líderes de las comunidades Libanesas de la República Dominicana, Venezuela y Colombia.

## Proyectos Sociales
La Fundación Gerrit Schotte lanzó un proyecto de comunidad el 9 de septiembre de 2009 para facilitar el acceso a internet a las personas con recursos limitados. El proyecto consiste de dos unidades móviles equipadas con portátiles, facilidades de internet y fotocopiadora. El uso de estas computadoras es libre de costos y fue un regalo del fundador Gerrit Schotte a la comunidad de Curaçao en su 35 cumpleaños.
Estas dos unidades, con su respectivo coordinador a bordo, se encuentran cada semana en diferentes barrios para cumplir con las necesidades de los jóvenes en sus proyectos académicos y de investigación.
Teniendo en cuenta los problemas medioambientales que el mundo está confrontando con el continuo uso del combustible fósil, las dos unidades móviles operan con energía solar. Ambas unidades están equipadas con paneles solares y funcionan totalmente independientemente de cualquier fuente de electricidad local. Todas las computadoras, impresoras, unidades de aire acondicionado y aparatos eléctricos se alimentan al 100% de esta energía alternativa.
La Fundación comenzó con otra fase del Proyecto Social el 22 de febrero de 2010. Una iniciativa educacional fue lanzada en la oficina en Hanchi Snoa, Punda, donde los niños de familias con recursos limitados pueden recibir orientación y consejo con la tarea durante los talleres bajo el mando de un profesor experimentado.

## Político
Cuando aun trabajaba como gerente del Hotel Lido decidió involucrarse en la política y se afilió al partido político Frente Obrero. Después cofundó el movimiento político Movementu Patriotiko Kòrsou (MPK) con el entonces miembro del Consejo Insular Rignald Lak y también fue el presidente de este movimiento.
Después de formarse una nueva coalición a nivel de gobierno insular, la junta de su movimiento político MPK le nombró diputado en el Consejo Ejecutivo del gobierno insular. Se convirtió en el diputado a cargo de Turismo, Economía, Agricultura, Caza y Pesca (LVV), del Banco de Desarrollo (Korpodeko), y de la Junta de Control de Juegos de Azar (GCB). Trabajó para dar una imagen positiva a la isla como destino e hizo varios avances sustanciales dentro de las áreas bajo su liderazgo durante sus diez meses como diputado.
En las elecciones de abril del 2007, Curaçao eligió a Gerrit Schotte con 2,370 votos, dándole un asiento en el Parlamento de Curaçao hasta julio del 2011. Estableció un nuevo récord político en la isla desde 1977 como candidato primerizo en una lista electoral para el Parlamento con voto mayoritariamente popular. También se convirtió en la primera persona en ganar votos populares sin ser líder en una lista electoral. Gerrit, con apenas 32 años, salió de estas elecciones como uno de los Parlamentarios electos más jóvenes de la historia.
En las siguientes elecciones del 22 de enero de 2010 para el Parlamento de las Antillas Neerlandesas, Gerrit Schotte logró una cifra récord con 9,313 votos. Disputando sólo las segundas elecciones en su vida, Schotte logró el mayor número de votos en la historia del país sin ser el líder de una lista electoral. Además, logró convertirse en el tercer candidato con más votos de las últimas elecciones al Parlamento de las Antillas Neerlandesas antes de que el país se desmantelara el 10 de octubre de 2010. Las Antillas Neerlandesas se convirtió en los países Curaçao y San Martín y las provincias holandesas Saba, San Eustaquio y Bonaire. El 26 de marzo de 2010, Schotte, fue investido en el cargo por el gobernador de las Antillas Neerlandesas junto a 21 miembros del Parlamento de las Antillas Neerlandesas.
Apenas unas semanas antes de las elecciones del 27 de agosto de 2010 de lo que sería el primer Parlamento del país Curaçao, Gerrit Schotte fundó Movementu Futuro Kòrsou (MFK). Fue el 9 de julio de 2010 cuando creó MFK para respirar e inspirar vida nueva para el futuro del ruedo político en la isla con el objetivo de desarrollo con la gente, para la gente, y por la gente con un Curaçao saludable y seguro.
A pesar del breve periodo antes de las elecciones, MFK logró sorprendentemente 5 de los 21 asientos del futuro Parlamento de Curaçao. El 1 de septiembre de 2010, los partidos que antes de las elecciones del 27 de agosto formaban la oposición firmaron una Declaración de Intenciones en casa de Gerrit Schotte donde declararon llevar a cabo conversaciones oficiales para formar un gobierno. El 4 de septiembre, los tres partidos MFK, Pueblo Soberano (PS) y MAN formaron una coalición y fueron investidos en el gobierno insular.
El 16 de septiembre de 2010, el gobernador de las Antillas Neerlandesas, como representante de la Reina, nombró a Gerrit Schotte como el líder del partido más grande de la coalición para formar el gobierno entrante del nuevo país de Curaçao el 10 de octubre de 2010. El Parlamento del país Curaçao consiste de 21 parlamentarios, y el Consejo de Ministros consiste de 9 ministros, donde Schotte es el primer ministro.
Gerrit Schotte es la quinta persona más joven en la historia contemporánea en asumir el cargo de primer ministro y, con 36 años, era en ese momento el primer ministro más joven del mundo.
Gerrit Schotte fue galardonado en noviembre del 2010 con el título de doctor honoris causa en Ciencias Políticas por la Universidad Caribbean International.